# البحيرة البيضاء (نيويورك)
البحيرة البيضاء، هي قرية صغيرة (ومكان مخصص للإحصاء)  في بلدة بيثيل، مقاطعة سوليفان ، نيويورك على الشاطئ الجنوبي الشرقي لبحيرة تحمل نفس الاسم. كان أقرب مجتمع لمهرجان وودستوك للموسيقى في عام 1969.
المجتمع لديه مكتب بريد على طريق نيويورك 17 ب. رمزها البريدي هو 12786. بلغ عدد سكانها في عام 2000 665 نسمة وهي أكبر مجتمع في مدينة بيت إيل. يقع مجلس مدينة بيث ايل أيضاً في المجتمع.
يقال أن البحيرة هي أعمق بحيرة (80 قدم (24 م)) في مقاطعة سوليفان. ادعى سكان القرن التاسع عشر أن أكبر سمك السلمون المرقط في العالم (8 أرطال و 14 أونصة) تم صيده في البحيرة عام 1843.
وفقًا للتقاليد المحلية، كان اسمها الأمريكي الأصلي كاونونجا- بمعنى بحيرة بجناحين (البحيرة لها شكل 8 يشبه الأجنحة). يقال أن اسم البحيرة البيضاء جاء من الشواطئ الرملية البيضاء على شواطئها وقاعها الأبيض. الجزء الشمالي من البحيرة البيضاء، المعروف سابقًا باسم بحيرة نورث وايت، يسمى الآن بحيرة كاونونجا.

## تاريخ
مطحنة رأى وحنطة مطحنة أنشئت عند مخرج البحيرة حول 1804. في عام 1811، تم إنشاء فندق في المجتمع بدأ تاريخًا طويلًا من تحوله إلى منتجع.
يشير تاريخ مقاطعة سوليفان إلى أن «الأطباء كثيرًا ما يرسلون المعاقين لاستعادة صحتهم من صفات منح الحياة. يمكن إعطاء حالات شفاء لا تُصدق تقريبًا: حتى يتسنى لأولئك الذين يرغبون في الجمع بين المناظر الطبيعية النادرة وصحة المناخ، فإن الإقامة خلال أشهر الصيف أمر مرغوب فيه.» 

وقد أشاد الكاتب ألفريد ب. ستريت بفضائلها في قصيدته «البحيرة البيضاء» التي تضمنت هذه الأسطر:
أصغ! مثل نغمات الأرغن، الغابة

إلى ضوء الرياح تستيقظ النفخات.

صوت العزلة الواسعة

يتحدث إلى البحيرة
كتبت صحيفة نيويورك تايمز في عام 1903، «إن محطة سكة حديد وايت ليك هي إما ليبرتي أو مونتايسلو. تجلب القيادة الخلابة فوق جبال شوانغونك المرء إلى هذه البحيرة الجميلة. الفنادق الموجودة على كلا الجانبين هي من بين الأفضل في مقاطعة سوليفان. في هذا المكان، يمكن الاستمتاع بجميع الرياضات المائية.» 
في أواخر القرن التاسع عشر، تم بناء فنادق كبيرة كبيرة بما في ذلك قصر العمدة على الشواطئ. في أوائل القرن العشرين، أفسحت الفنادق الكبرى المجال للموتيلات على طراز البنغل حيث أصبحت وجهة مشهورة في حزام بورشت، مع أكثر من 24 فندقًا ومخيمًا يخدم اليهود. من بين هذه الفنادق كان منتجع عمال الفراء والذي كان يستهدف في البداية تجار الفراء. تخلت عنه شركات الفراء بعد اكتشاف أن الصيف هو أكثر المواسم ازدحامًا بالنسبة لهم.
في الستينيات من القرن الماضي، مع رفض حزام بورشت، قام العديد من الأشخاص بمحاولات لتنشيط المنطقة بما في ذلك محاولة من قبل مضمار مونتايسلو لسباق الخيل على البحيرة المتجمدة في الشتاء.
المجتمع هو موطن كنيس يهودي على مدار العام: مجمع بيت سيناء، بقيادة الحاخام صموئيل ج. فيشبين. هناك أيضًا مجمع صغير للمساواة في معبد بيث-ايل، مفتوح من يوليو حتى الأعياد. كانت أيضًا موطنًا لمستعمرة بنغل لابيدوس التي أغلقت في السبعينيات وتم بيع العقار إلى مجتمع ساتمار الديني الذي يضم كنيسًا كبيرًا جديدًا وميكفاه تابعين لمجتمع ساتمار التابع للحاخام الأكبر زلمان ليب تيتلبوم، الذي يزور في بعض الأحيان، مثل مقر إقامته الصيفي في بحيرة البجع القريبة. الحاخام الأكبر بن تسيون هالبرستام، بوبوفر ريبي يقضي الصيف في مستعمرة شيل كورتز بنغل القريبة في وايت ليك، كما فعل والده الراحل. في مكان قريب، يوجد في مجتمع كلاوسنبر هاسيديك في مدينة يونين، نيوجيرسي أيضًا مستعمرة من طابق واحد مع كنيس يهودي وميكفا، حيث قضى الراحل زفيلر ريبي من نيو جيرسي مدينة يونين، صيفه وسيقوم بجلسة أسبوعية. يوجد في يشيفاس شور يوشوف أيضًا مستعمرة من طابق واحد في مكان قريب، حيث كان الحاخام الراحل شلومو فرايفيلد يقضي الصيف. أوقات جيدة في البحيرة البيضاء.

### وودستوك
في عام 1969، حصل إليوت تيبر، الذي كان والديه يمتلكان موتيل موناكو-ايل المتهدم على الطريق 17B ، على تصريح من مدينة بيث-ايل لتنظيم مهرجان موسيقي على أرض الموتيل. عندما رفض والكيل، مقاطعة أورانج، نيويورك في يوليو 1969 إصدار تصريح لمهرجان وودستوك، اقترح تيبر استخدام تصريحه للحفل الموسيقي في الموتيل. نظرًا لأن المساحة كانت صغيرة جدًا، قام المنتجون بعد ذلك بتنظيم المهرجان في مزرعة ماكس ياسغور على بعد حوالي ثلاثة أميال شمال غرب البحيرة البيضاء.